# Jon Sim
Jon Sim, är en professionell kanadensisk ishockeyspelare (forward), född 29 september 1977 i New Glasgow, Nova Scotia. För närvarande spelar Sim för New York Islanders men har tidigare även spelat för Nashville Predators, Atlanta Thrashers, Florida Panthers, Philadelphia Flyers, Dallas Stars, Pittsburgh Penguins och Los Angeles Kings på NHL-nivå.